# 尼崎市立図書館

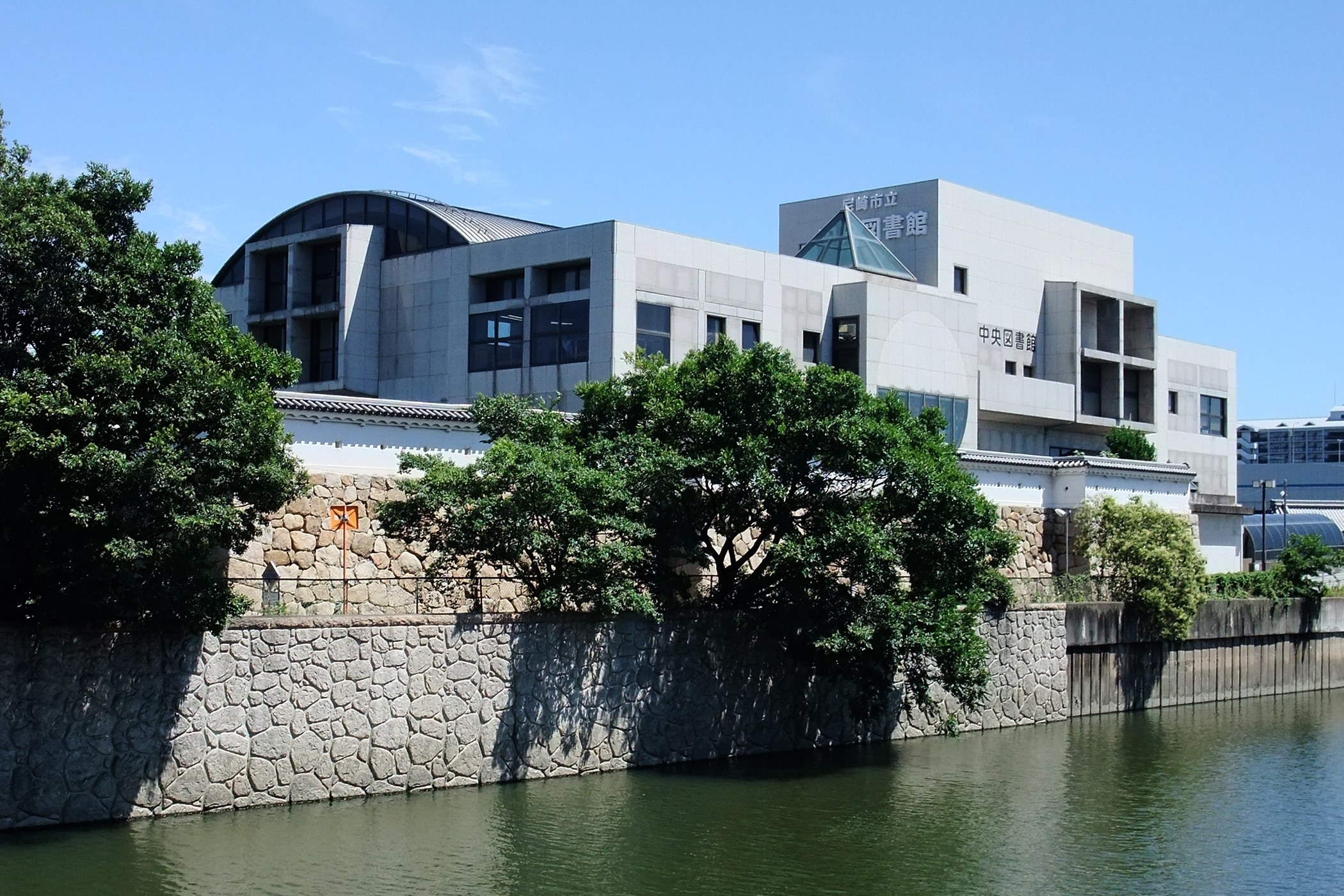
尼崎市立中央図書館

尼崎市立図書館（あまがさきしりつとしょかん）は、兵庫県尼崎市にある公立図書館である。本館（中央図書館）と分館（北図書館）の2館がある。

## 歴史

### 尼崎市立通俗図書館
尼崎市制が施行された1916年（大正5年）当初より、市立図書館の開設は決定されていた。図書館建設費として、旧尼崎藩主の桜井家より、2,500円が寄付された。秋岡亀太郎が、尼崎市宮町の私邸を市に寄贈し、1920年（大正9年）1月に、秋岡邸を改築して開館したのが、通俗図書館である。蔵書数は、1,700冊。同年4月1日からは、閲覧料が徴収された（大人2銭、小人1銭）。
翌年、尼崎市立図書館と改称するが、1928年の新館移転まで、同施設が使用された。

### 年表
- 1920年（大正9年） - 尼崎市立通俗図書館が開館（所在地は、尼崎市宮前61）。
- 1921年（大正10年） - 尼崎市立図書館と改称。
- 1928年（昭和3年） - 新館（尼崎市南城内189）に移転。
- 1945年（昭和20年）4月 - 戦局の悪化に伴い閉鎖、5月に書庫以外の館舎は撤去（1945年4月 - 1946年5月の間、閉鎖）。
- 1946年（昭和21年）6月 - 城内小学校で開館。
- 1951年（昭和26年） - 旧市庁舎（尼崎市南城内196）に移転。
- 1959年（昭和34年） - 新館（尼崎市昭和通2丁目73）に移転。
- 1976年（昭和51年） - 園田地区会館内に図書室を開室。
- 1979年（昭和54年） - 尼崎市立北図書館（尼崎市南武庫之荘3丁目21-21）が開館。
- 1990年（平成2年） - 尼崎市立中央図書館（現在地、尼崎市北城内27）が開館。

## 利用方法
- カード発行は無料。
- 1人15冊まで。
- 貸借は借りた日から2週間以内。

## 図書施設の一覧

### 中央図書館
尼崎市北城内27にある尼崎市立図書館の本館である。

### 北図書館
尼崎市南武庫之荘3丁目21-21にある分館である。地上3階建てで地下には駐輪場がある。2階に中学生以上の方を対象とした120席分の学習室があり、参考書など持ち込み資料を使用しての利用もできるようになっている。
2011年4月1日より指定管理者による管理運営を開始、図書館流通センターが指定管理者となっている。
毎週土曜日には0歳から小学生を対象にした「おはなし会」が開催されているほか、第1、第3水曜日に「ラッコくらぶ」、第3水曜日に「障害者と高齢者の朗読会」などが定期的に開かれている。
- 休館日 - 毎週月曜日・館内整理日（1 - 11月最終木曜日）・特別整理期間・年末年始
- 図書館開館時間 - 平日：午前9時 - 午後8時　日曜：午前9時 - 午後5時15分
- 所蔵数 - 185,783冊（令和3年度末）
- 交通アクセス
  - 駐車場はないが地下駐輪場はある。
  - 阪急神戸本線 武庫之荘駅を下車後、南へ約600 m
  - 阪神バス（尼崎市内線）「北図書館」バス停を下車後、東へ約150 m

### 生涯学習プラザ図書室など
同一のカードで、尼崎市内にある下記の各生涯学習プラザ（旧・公民館および地区会館を改称）とユース交流センター（アマブラリ）にある図書室も利用することが出来、これら施設での中央・北図書館所蔵資料の貸し出し・返却も可能である。
- 中央北生涯学習プラザ - 尼崎市東難波町2丁目14-1
- 小田北生涯学習プラザ - 尼崎市潮江1丁目11-1-101
- 立花北生涯学習プラザ - 尼崎市塚口町3丁目39-7
- 武庫東生涯学習プラザ - 尼崎市武庫之荘8丁目1-1
- 園田西生涯学習プラザ - 尼崎市食満2丁目1-1
  - 上記5館の開館時間
    - 月 - 土曜日 9:00 - 20:30
    - 日曜日 9:00 - 16:30

  - 国民の祝日・休日と年末年始は休館

- 大庄北生涯学習プラザ（大庄南生涯学習プラザが改修工事の間） - 尼崎市大島3丁目9-25
  - 開館時間
    - 金 - 水曜日 9:00 - 20:30
    - 木曜日 9:00 - 17:00

  - 国民の祝日・休日となる木曜日と年末年始は休館

- 中央南生涯学習プラザ - 尼崎市西御園93-2 サンシビック尼崎[7]内
  - 開館時間
    - 火 - 日曜日　9:00 - 17:00

  - 月曜日と年末年始は休館

- ユース交流センター（アマブラリ）- 尼崎市若王寺2丁目18-4 あまがさき・ひと咲きプラザ[8]内
  - 開館時間
    - 平日（火曜日～土曜日）　9:00 - 21:00
    - 日曜日・祝日・休日 9:00 - 17:00

  - 月曜日（休日の場合は開館）・年末年始は休館

## 広域利用システム
1991年から「阪神広域貸出制度」を開始し現在に至る。阪神地区公共図書館協議会に加盟する阪神間8市町の相互協力により、川西市・宝塚市・尼崎市・西宮市・芦屋市・三田市・川辺郡猪名川町の公立図書館と共同で「阪神7市1町公共図書館広域利用システム」を構築している。

## 関連資料
- 『50年の歩み: 年表と統計』尼崎市立図書館 , 昭和46.3
- 『60年の歩み: 年表と統計』尼崎市立図書館 , 昭和56.3